# Perodira alata
Perodira alata is een rondwormensoort. De wetenschappelijke naam van de soort is voor het eerst geldig gepubliceerd in 1943 door Baylis.